# Мартин-над-Житавою
Мартін-над-Житавою (словац. Martin nad Žitavou) — село в окрузі Комарно Нітранського краю Словаччини. Площа села 4,33 км². Станом на 31 грудня 2015 року в селі проживало 526 жителів. Протікає річка Пелусок.

## Історія
Перші згадки про село датуються 1272 роком.

## Населення
| Рік:            | 1994. | 2004.   | 2014.   | 2024.    |
| --------------- | ----- | ------- | ------- | -------- |
| Кількість осіб: | 503   | 532     | 527     | 583      |
| Різниця:        |       | +5,76 % | -0,93 % | +10,62 % |

| Рік:            | 2023. | 2024.   |
| --------------- | ----- | ------- |
| Кількість осіб: | 568   | 583     |
| Різниця:        |       | +2,64 % |